# Songkran
O Songkran (em tailandês: สงกรานต์ Songkran, o sânscrito "passar ou mover-se para"), também chamado de Ano-Novo Tailandês começa oficialmente a ser celebrado no primeiro dia da quinta lua crescente e dura três dias, geralmente de 13 a 15 de abril. 
A contagem dos anos também funciona de modo diferente no calendário tailandês. Nos países de calendário gregoriano, enquanto se estava no ano de 2008, os tailandeses celebravam o ano 2551, isto é, o calendário tailandês (que segue o calendário budista) está a 543 anos a frente do ocidental.
Atualmente, enquanto que no Ocidente é o ano de 2025, na Tailândia é o ano de 2568.

## A comemoração
O Songkran na prática, lembra as festas de réveillon ocidentais, em que se tem a ideia de deixar para trás o que não deu certo e renovar energias e esperanças para o novo ano. Esse também, é considerado o tempo de visitar a família, fazer faxina na casa, orar nos templos budistas. A tradição, pede além isso que se libertem pássaros engaiolados ou peixes em cativeiro.

### Tailândia
Na Tailândia, nos três dias do Songkran, as pessoas costumam vestir seus melhores trajes tomam as ruas para jogar água umas nas outras e observar os monges enquanto estes abençoam casas e imagens de Buda banhadas com águas e essências. Os tailandeses, também jogam água nas estátuas dos Budas como forma de respeito. Se você participar de um momento como esse, nunca deve jogar água na cabeça do Buda, apenas dos ombros para baixo para mostrar sinal de respeito. o Songkran pode ter desde tributos aos mais velhos da família até a guerra de água com os elefantes. Há um preparação para a comemoração baseada na decoração dos elefantes que iram desfilar e fazer parte da celebração da guerra de água. A crença desse tipo de celebração está baseada no ritual do banho, lavando a alma das coisas ruins e começo de uma fase nova. A água é considerada pelo dai como símbolo de pureza religiosa e boa integração entre povos e etnias, fazendo com que, ao participar da comemoração, o ato de jogar água é sinal de desejo de prosperidade, harmonia, e sorte.

### Brasil
No Brasil, o Songkran ainda é muito pouco conhecido, mas a cada ano vem sendo mais festejado com incensos, flores, cardápios especiais e pequenos rituais nos restaurantes tailandeses paulistanos.

## Fonte
- Ano 2551? Já começa amanhã na SP thai — Estadão, acessado em 28/11/2008
- https://phiphibrazuca.com/como-e-o-ano-novo-tailandes-songkran-2023-e-2024/